# Maherus
Maherus (Μαχαιροῦς, din greacă veche μάχαιρα, transliterat: Mahaira (o sabie); în arabă ِقلعة مكاور, transliterat: Qal'atu Mkawer; în ebraică מכוור, transliterat: Mikwar) este un palat fortificat situat pe vârful unui deal din Iordania, la 25 kilometri (16 mi) sud-est de gura de vărsare a râului Iordan în regiunea estică a Mării Moarte. Potrivit lui Iosephus Flavius, în acest loc a fost întemnițat și executat Ioan Botezătorul. Conform cronologiei biblice (Marcu 6:24; Matei 14: 8), această execuție infamă a avut loc în anul 32 d.Hr., cu puțin înainte de Paște, după o întemnițare care a durat doi ani. Palatul fortificat de la Maherus a fost locuit de alte patru personaje din Noul Testament: regele Irod cel Mare, fiul său, tetrarhul Irod Antipa, cea de-a doua soție a sa, prințesa Irodiada, și fiica ei, prințesa Salomeea.

## Istoric
Cetatea Maherus a fost construită inițial de regele hașmoneu Alexandru Ianai (104 î.Hr.-78 î.Hr.) în jurul anului 90 î.Hr. pe vârful unui deal de la est de Iordan, ce avea o poziție strategică importantă. Aflată într-o zonă stâncoasă și înaltă, cetatea era greu accesibilă, iar invaziile din est puteau fi observate cu ușurință de acolo. Maherus se afla în linia vizuală a altor cetăți hașmoneene (și mai târziu irodiene), astfel încât putea fi semnalată cu ușurință orice amenințare care apărea la orizont. Cu toate acestea, ea a fost distrusă în anul 57 î.Hr. de Gabinius, un general al lui Pompei, dar a fost reconstruită ulterior de Irod cel Mare în anul 30 î.Hr. pentru a fi folosită ca bază militară pentru apărarea teritoriilor aflate la est de Iordan.
La moartea lui Irod cel Mare, cetatea a trecut în stăpânirea fiului său, Irod Antipa, care a domnit din anul 4 î.Hr. până în anul 39 d.Hr. În acest timp, la începutul secolului I d.Hr., Ioan Botezătorul a fost întemnițat și decapitat în fortăreața Maherus.
După detronarea și alungarea lui Irod Antipa în 39 d.Hr., cetatea Maherus a trecut în stăpânirea lui Irod Agrippa I până la moartea sa în anul 44 d.Hr., după care a ajuns sub controlul romanilor. Rebelii evrei au preluat controlul cetății după anul 66 d.Hr., în timpul Primei Revolte a Evreilor. La scurt timp după ce a învins garnizoana evreiască de pe dealul Herodium, legatul roman Lucilius Bassus a înaintat cu trupele sale către Maherus și a început asediul în anul 72 d.Hr. Au fost construite un dig și o rampă pentru a ușura accesul mașinăriilor de asalt romane, dar rebelii evrei au capitulat înainte de începerea atacului roman. Rebelilor li s-a permis să plece și cetatea a fost dărâmată, fiind lăsate intacte doar fundațiile.

## Aspect
Iosephus oferă o descriere completă a cetății Maherus în Istoria războiului iudeilor împotriva romanilor 7.6.1 și urm. Vârful dealului, care se află la aproximativ 1.100 de metri deasupra nivelului Mării Moarte, este înconjurat din toate părțile de râpe adânci care-i oferă o mare rezistență naturală. Valea dinspre vest se întinde pe 60 de stadii până la Marea Moartă (Iosephus o menționează ca Lacul Asfaltit). Valea dinspre est coboară până la o adâncime de o sută de coți (150 de picioare, aprox. 45 de metri).
Irod cel Mare a considerat că acest loc este potrivit pentru construirea unei cetăți puternic fortificate, în special datorită apropierii sale de Peninsula Arabică. În vârful dealului a fost construit un zid de cetate, lung de 100 de metri și lat de 60 de metri, cu trei turnuri de colț înalte de șaizeci de coți (90 de picioare, aprox. 27 de metri). Palatul a fost construit în centrul zonei fortificate. Au fost amenajate numeroase cisterne pentru colectarea apei de ploaie.
Cercetările arheologice au demonstrat existența unor asemănări arhitectonice între curtea regală de la Maherus și Gabbata (curtea pavată irodiană) Pretoriului roman din Ierusalim, unde Pilat din Pont l-a judecat pe Iisus din Nazaret și a întrebat mulțimea dacă să-l elibereze pe Iisus sau pe Baraba.

## Excavare
Satul de pe platoul aflat la estul dealului este cunoscut sub numele de Muqāwir (în arabă مكاور). Acest loc a fost vizitat în 1807 de exploratorul frizian Ulrich Jasper Seetzen, iar numele satului i-a amintit de numele Maherus din limba greacă. Săpăturile arheologice în situl cetății Maherus au fost începute în 1968 de Jerry Vardaman, care lucra atunci la Seminarul Teologic Baptist Sudic și a devenit mai târziu director al Institutului de Arheologie Cobb din cadrul Universității Statului Mississippi. În 1973 cercetătorul german August Strobel a identificat și a cercetat zidul prin care romanii au pătruns în cetate și i-au încercuit pe apărători. În anii 1978-1981 au fost efectuate săpături sub coordonarea profesorilor Virgilio Corbo, Stanislao Loffreda și Michele Piccirillo de la Studium Biblicum Franciscanum din Ierusalim.
În interiorul zonei fortificate se află ruinele palatului irodian, conținând camere de locuit, o curte mare și o baie amenajată minuțios, care încă mai conține fragmente de mozaic pe podea. Pe versantul estic al dealului se află alte ziduri și turnuri, reprezentând poate „orașul de jos”, despre care a scris și Iosephus. A fost descoperit, de asemenea, un apeduct venind dinspre est care aducea apă în cisternele cetății. Ceramica găsită în zonă datează începând din perioada elenistică târzie până în perioada stăpânirii romane și confirmă cele două perioade principale de locuire: perioada hașmoneană (90 î.Hr.-57 î.Hr.) și perioada irodiană (30 î.Hr.-72 d.Hr.), cu o scurtă reocupare imediat după anul 72 d.Hr. și apoi abandonată definitiv, ca urmare a distrugerii complete și sistematice a fortificației de către romani.

## Anastiloză
În primăvara anului 2014, arheologul maghiar Győző Vörös, împreună cu o echipă de la Academia Maghiară de Arte și în cooperare cu prințul El Hassan bin Talal și cu Monther Jamhawi, directorul general al Oficiului pentru Antichități din Iordania, a încheiat reconstrucția și reamplasarea a două coloane antice în cetatea Maherus pe baza principiilor anastilozei. O coloană dorică provenind de la curtea regală și o coloană ionică de la baia regală au fost curățate, conservate in situ și refăcute din bucăți prin introducerea unor dopuri din oțel inoxidabil în găurile originale din centrul coloanei. Echipa a realizat, de asemenea, o reconstrucție digitală a palatului, pe baza descoperirilor lor arheologice.

## Vezi și
- Gamla
- Irod cel Mare
- Irod Antipa
- Masada

## Legături externe
- Machaerus, article in historical sourcebook by Mahlon H. Smith
- Machaerus, Jordan
- The Franciscan Archaeological Institute's Page on "The Fortress at Machaerous"
- Studium Biblicum Franciscanum's Page on "The Machaerus Archaeological Excavations in Jordan"
- Machaerus: Beyond the Beheading of John the Baptist Biblical Archaeology Society